# Cornering Brake Control
Il Cornering Brake Control (o CBC) è un'unità di controllo elettronico o sistema integrato di sicurezza automobilistico o motociclistico agente sull'impianto frenante di un mezzo di trasporto.

## Descrizione

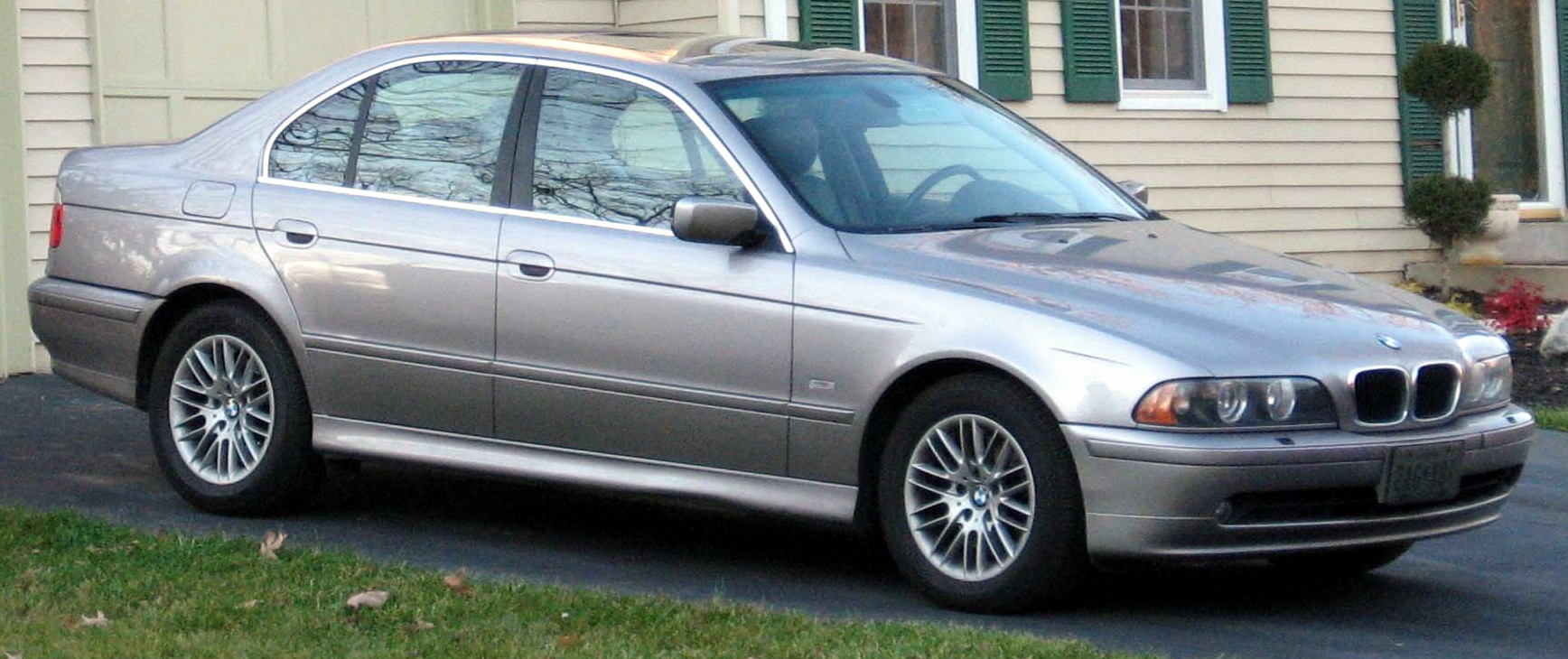
I primi dispositivi CBC sono stati montati nel 1997 sulla BMW 528i.

Il CBC è un dispositivo che permette di ottimizzare la frenata sulle quattro ruote qualora si azioni il pedale del freno durante una curva.
Questo dispositivo è stato sviluppato nella seconda metà degli anni novanta dalla BMW, che lo ha montato per la prima volta nel 1997 sulla BMW 528i. In seguito, anche altre Case automobilistiche hanno sviluppato un sistema analogo.

## Funzionamento
Il CBC opera congiuntamente al dispositivo ABS: se durante una curva il conducente aziona i freni, il CBC si avvale di sensori che rilevano sia i giri delle ruote, sia la pressione frenante, sia l'angolo di sterzata. In base a tali parametri riesce a individuare un eccessivo sottosterzo o un eccessivo sovrasterzo dovuto a un eventuale bloccaggio delle ruote durante una frenata in curva e invia all'ABS l'ordine di modulare la forza frenante, ripartendola in misure diverse sulle ruote che ne hanno più o meno bisogno.

In questo modo vengono compensati e riequilibrati i fenomeni di sovrasterzo o sottosterzo causati da una frenata (per esempio di emergenza) durante una curva. Ciò è importante soprattutto per evitare sbandate o testa-coda.